# Calle de Lucio del Valle
La calle de Lucio del Valle es una vía pública de la ciudad española de Madrid, situada en el barrio de Vallehermoso, distrito de Chamberí.

## Descripción
La vía discurre desde la calle de Boix y Morer hasta la avenida de Filipinas. Honra con el título a Lucio del Valle, encargado a mediados del siglo XIX de la canalización del río Lozoya a su paso por la ciudad. Aparece descrita en Las calles de Madrid (1889) de Hilario Peñasco de la Puente y Carlos Cambronero con las siguientes palabras:

Lucio del Valle. Comienza en la calle de Esquilache y sale al campo. D. Lucio del Valle fué el ingeniero encargado por el Gobierno, como decimos en la calle de Lozoya, de hacer los estudios de la traída de aguas á Madrid y dirigir las obras para la realización del proyecto. Muchos disgustos y graves contratiempos acibararon la existencia del ilustrado ingeniero-director; pero el pueblo de Madrid se los recompensa honrando su memoria con el reconomiento del beneficioo que prestó á la población satisfaciendo una de sus más apremiantes necesidades.
(Peñasco de la Puente y Cambronero, 1889, p. -304)